# Вулиця Гуцульська (Тернопіль)
Вулиця Гуцульська — вулиця в 10-му мікрорайоні міста Тернополя.

## Відомості
Розпочинається від вулиці Заміської, пролягає на південь та закінчується неподалік вулиць Іллі Рєпіна та Уласа Самчука. На вулиці розташовані приватні будинки.